# TTV Performing Arts on screen
Il TTV Performing Arts on screen (o più propriamente “Riccione TTV Festival – Performing Arts on screen”) è una delle più importanti manifestazioni dedicate alla produzione video legata alle arti sceniche. Giunto alla 27ª edizione, il TTV si svolge nella città di Riccione ed è organizzato dall’associazione Riccione Teatro. L’edizione più recente ha avuto luogo nel 2024.

## Storia del festival
La manifestazione è nata nel 1985 come rassegna internazionale di videoteatro abbinata al Premio Riccione per il Teatro, su iniziativa di Franco Quadri, all’epoca direttore dell’associazione Riccione Teatro. Inizialmente indicato con la sigla TTVV (“Teatro, TV, Video"), poi semplificato in TTV, il festival fin dall’inizio ha riservato un’attenzione particolare al rapporto fra arti sceniche e nuove tecnologie, proponendosi come punto di riferimento per la riflessione sui linguaggi della contemporaneità, con incontri, spettacoli e proiezioni che hanno acquistato i consensi delle maggiori istituzioni culturali e teatrali.
Nel 2000, con l’appoggio del Ministero per i beni e le attività culturali, della Regione Emilia-Romagna, della Provincia di Rimini e del Comune di Riccione, il TTV ha assunto cadenza biennale.
Dal 2002 al 2010, sotto la direzione di Fabio Bruschi, la manifestazione ha assegnato il Premio Riccione TTV per la Televisione. Nel 2002 il premio è stato assegnato a Piero Chiambretti per la trasmissione Chiambretti c'è, nel 2004 ad Antonio Albanese per Non c'è problema, nel 2006 a Serena Dandini per Parla con me, nel 2008 a Daniele Luttazzi per Decameron e ad Enrico Vaime alla carriera, nel 2010 a Marco Paolini per La macchina del capo. Racconto di Capodanno e Miserabili. Io e Margaret Thatcher. 
Dal 2010, sotto la direzione di Simone Bruscia, accanto a spettacoli, mostre e convegni, il festival ha introdotto nuove rassegne cinematografiche con ospiti come Mario Martone, Peter Greenaway Matteo Garrone, Elio Germano, Toni Servillo e approfondimenti sul teatrodanza con documentari, rassegne video e performance di esponenti storici del Tanztheater Wuppertal Pina Bausch. Dal 2018 è in programma inoltre focus sul vincitore del Premio speciale per l’innovazione drammaturgica, riconoscimento assegnato fuori concorso dal Premio Riccione per il Teatro a personalità o compagnie, attive in Italia, che abbiano aperto nuove prospettive al mondo della scena. I primi focus hanno avuto per protagonisti Chiara Lagani di Fanny & Alexander (2018), il duo Daria Deflorian-Antonio Tagliarini (2020), Alessandro Berti (2022) e Marco D'Agostin (2024).